# Batalla de Fortanete
La batalla de Fortanete fue uno de los combates de la primera guerra carlista.

## Antecedentes
En Morella, Rafael Ram de Víu y Pueyo proclamó rey a Carlos V el 13 de noviembre, pero evacuó la villa 9 de diciembre en dirección a Calanda donde fueron interceptados. Ram de Víu fue reconocido y capturado el 27 de diciembre en Manzanera y juzgado y fusilado en Teruel el 12 de enero de 1834. Manuel Carnicer asumió la jefatura militar del ejército carlista en el Bajo Aragón y el Maestrazgo  e intentó unir sus fuerzas con las que operaban en Cataluña para así extender la revuelta al valle del Segre y el Urgel, pero sufrió una severa derrota cerca de Mayals. Carnicer recibió instrucciones de ir al Cuartel Real del pretendiente Carlos María Isidro de Borbón para recibir grado y órdenes, dejando al coronel Ramón Cabrera el mando interino de sus tropas. Al ser detenido por los cristinos en Miranda de Ebro fue fusilado allí mismo el 6 de abril del 1835  y Cabrera tomó el mando de los carlistas en el Maestrazgo.
En previsión de la campaña de invierno, Cabrera ordenó al Serrador atacar la provincia de Cuenca y a Joaquín Quilez la de Teruel. La derrota y las pérdidas sufridas en la batalla de Soneja impidieron que Cabrera pudiera atacar la Huerta de Valencia.
Quilez se tuvo que batir en retirada de su base de Chelva después de la derrota el 25 de julio de 1836 en la batalla de Albaida a manos de Luis de Salamanca Martínez de Pisón, marqués de Villacampo, y perseguido por las columnas liberales de José Grases, Narváez, Francisco Warleta y Villacampo. El general Soria se dirigió a Villarroya, pensando que Quilez se podría dirigir a Fortanete o Villarluengo, y sabiendo que el 4 de agosto se dirigiría a Fortanete, se le adelantó.

## La batalla
El 4 de agosto de 1836 el general Soria hizo que los cazadores ocupasen el castillo de Fortanete y un cerro próximo mientras la caballería y tres batallones de infantería cargaban contra los carlistas de Joaquín Quilez. El resto de la infantería tomó la sierra pero los carlistas vieron las maniobras y se movieron a un risco, en el que recibieron varias cargas mientras los cazadores los atacaban por el flanco derecho hasta provocar su retirada. Después de dos horas de persecución los liberales pararon la batalla habiendo sufrido más de 80 muertos y 150 heridos.

## Consecuencias
El día siguiente Ramón Cabrera reunió los restos de la tropa y las de Francisco Cortada y Forcadell y de José Puértolas y atacó Villarluengo, donde sus espías le habían dicho que los liberales harían noche antes de llegar a Castellote. Sin poder vencerlos en la batalla subsiguiente, Cabrera se retiró.
Cabrera, con sus fuerzas y las de Joaquín Quilez, y José Miralles «el Serrador» se unieron a la Expedición de Miguel Gómez Damas que intentó infructuosamente tomar Madrid.